# Outpost (Izrael)
Outpost neboli neautorizovaná satelitní osada (hebrejsky מאחז‎, Me'achaz) je anglické označení pro typ malých izraelských osad na Západním břehu Jordánu, které vznikaly od 90. let 20. století zčásti bez předchozího schválení izraelskou vládou a které jsou většinou satelitním výběžkem (výspou, „outpostem“) sousední zavedené osady.   

## Dobový kontext a definice outpostů
Po šestidenní válce vznikají na územích dobytých Izraelem židovské osady. Ačkoliv mezinárodní společenství ve své většině nahlíží na izraelské osady jako na odporující mezinárodnímu právu, nebo přinejmenším sporné z hlediska mezinárodního práva, izraelský právní systém vymáhá u osad některá majetkoprávní a územněplánovací pravidla. Po přelomovém rozhodnutí Nejvyššího soudu Státu Izrael z roku 1979 například není povoleno zakládat osady na vyvlastněných soukromých pozemcích v držení Palestinců, nýbrž jen na „státní“ (veřejné, nevyužívané) půdě. Osady by měly být zřizovány na základě oficiálního rozhodnutí vlády, mají mít schválený územní plán a výstavba jednotlivých domů má procházet standardním schvalovacím procesem. Některé osady ovšem ani tato pravidla, daná rámcem izraelského právního řádu, nenaplňují a v takovém případě bývají považovány za outposty.

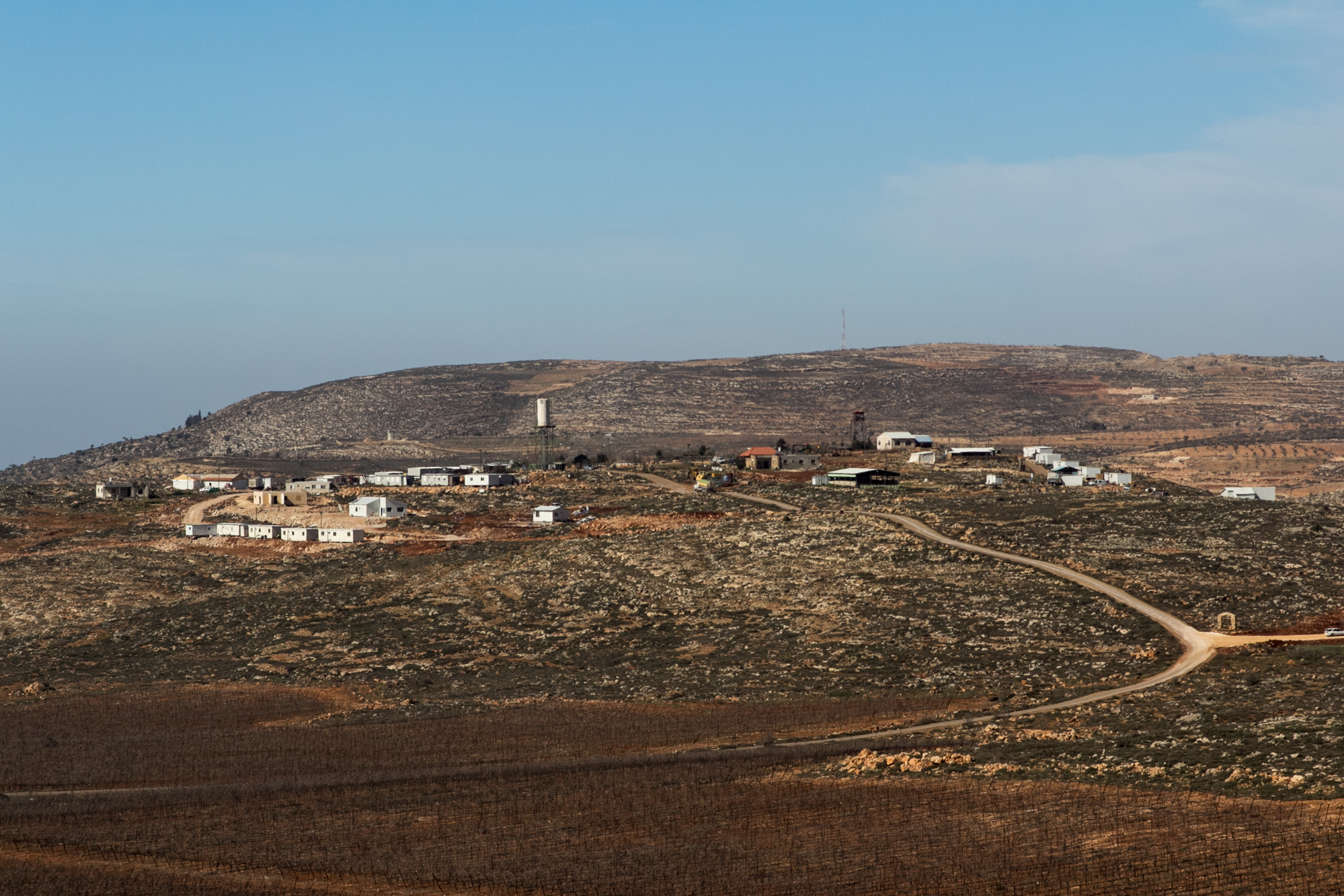
Osada Eš Kodeš v bloku Guš Šilo, založená r. 2000, prochází rychlým stavebním rozvojem

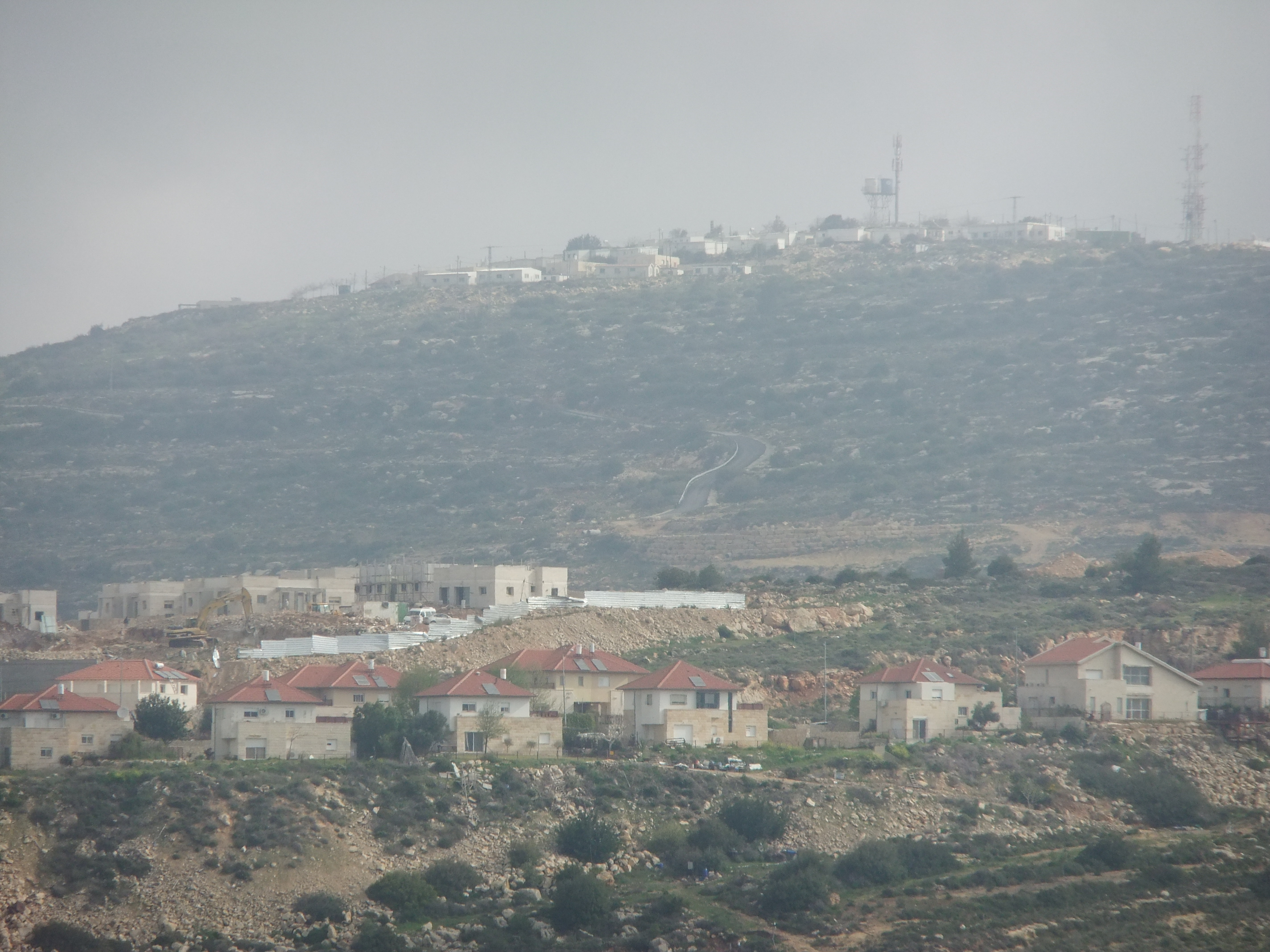
Osada Chareša v Guš Talmonim, založená r. 1997, využívá strategickou polohu na návrší

V 70. a 80. letech, zejména poté co ve volbách do Knesetu roku 1977 zvítězila strana Likud, čímž po třech dekádách ukončila dominanci levicově sionistického politického tábora, bylo oficiální politikou vlád státu Izrael (zejména první vlády Menachema Begina) masivní výstavba osad na Západním břehu (a na dalších územích dobytých roku 1967). Tyto osady vznikaly zcela oficiálně, rozhodnutím vlády. Počátkem 90. let ale započal blízkovýchodní mírový proces (dohody z Osla), posílila se koncepce územního kompromisu s Palestinci a vzrostl mezinárodní (i vnitropolitický) tlak na to, aby Izrael výstavbu osad omezil. Tehdy skončilo hromadné zakládání nových, vládou autorizovaných, osad. Populace osad ovšem stále narůstala a v existujících osadách nadále probíhala rozsáhlá bytová výstavba. Zároveň se mezi částí osadnické komunity objevily snahy rozšířit území kontrolované osadami. Při nemožnosti oficiálního zakládání osad nových se tak v této dekádě objevil fenomén outpostů, které vznikaly často i několik kilometrů od mateřské osady, ačkoliv formálně byly jen její satelitní čtvrtí. Jejich vznik zároveň v mnohých případech probíhal živelně, bez schváleného územního plánu, občas s nevyjasněnými majetkoprávními vztahy. Zakládání outpostů ovšem podle některých svědectví probíhalo s vědomím izraelských úřadů, nebo s jejich tolerancí. Taková byla zjištění, která roku 2005 přinesla soudkyně Talija Sasonová. Tato Zpráva Talije Sasonové, kterou si objednala vláda Ariela Šarona s cílem vyjasnit právní status jednotlivých osad, zdokumentovala praktiky, kdy vládní úřady poskytovaly finanční zdroje na výstavbu mnohých takových neautorizovaných osad.

Mapa osad v bloku Guš Šilo ukazuje prostorové rozrůstání outpostů, které vytvářejí sídelní kontinuum v délce několika kilometrů.

Takzvaná Cestovní mapa pro mír dohodnutá po roce 2002 mezi Izraelem a Palestinci, v době pokusů o obnovu mírových jednání, předpokládala likvidaci těch neautorizovaných osad, které vznikly po březnu 2001. Neautorizované izraelské osady okolo sebe ale vytvořily silnou politickou a ideologickou subkulturu. Jejich obyvatelé, často mladá generace osadníků z okolních zavedených osad (tzv. mládež z vrcholků, No'ar ha-gva'ot), je radikálně naladěna proti palestinským státoprávním aspiracím i proti domněle poraženecké politice izraelských vlád. Tyto postoje nacházejí podporu u významné částí izraelské společnosti i politické scény. Regulace, popřípadě celkové zrušení, takových živelně vzniklých osad tak bývá politicky i bezpečnostně citlivým tématem. Izraelská vláda přesto některé neautorizované outposty vyklidila, i za cenu potyček se zdejšími osadníky. To je případ osady Amona. Počátkem února 2006 tu za účasti armády a policie došlo po rozhodnutí soudu k vyklizení několika domů (akce si vyžádala přes 200 zraněných, včetně 80 příslušníků ozbrojených sil a několika poslanců Knesetu). O deset let později byla Amona kompletně vysídlena, i nyní to provázely potyčky. Vyklizeny byly i osady Migron nebo v červnu 2018 některé domy v outpostu Netiv ha-Avot v bloku Guš Ecion.

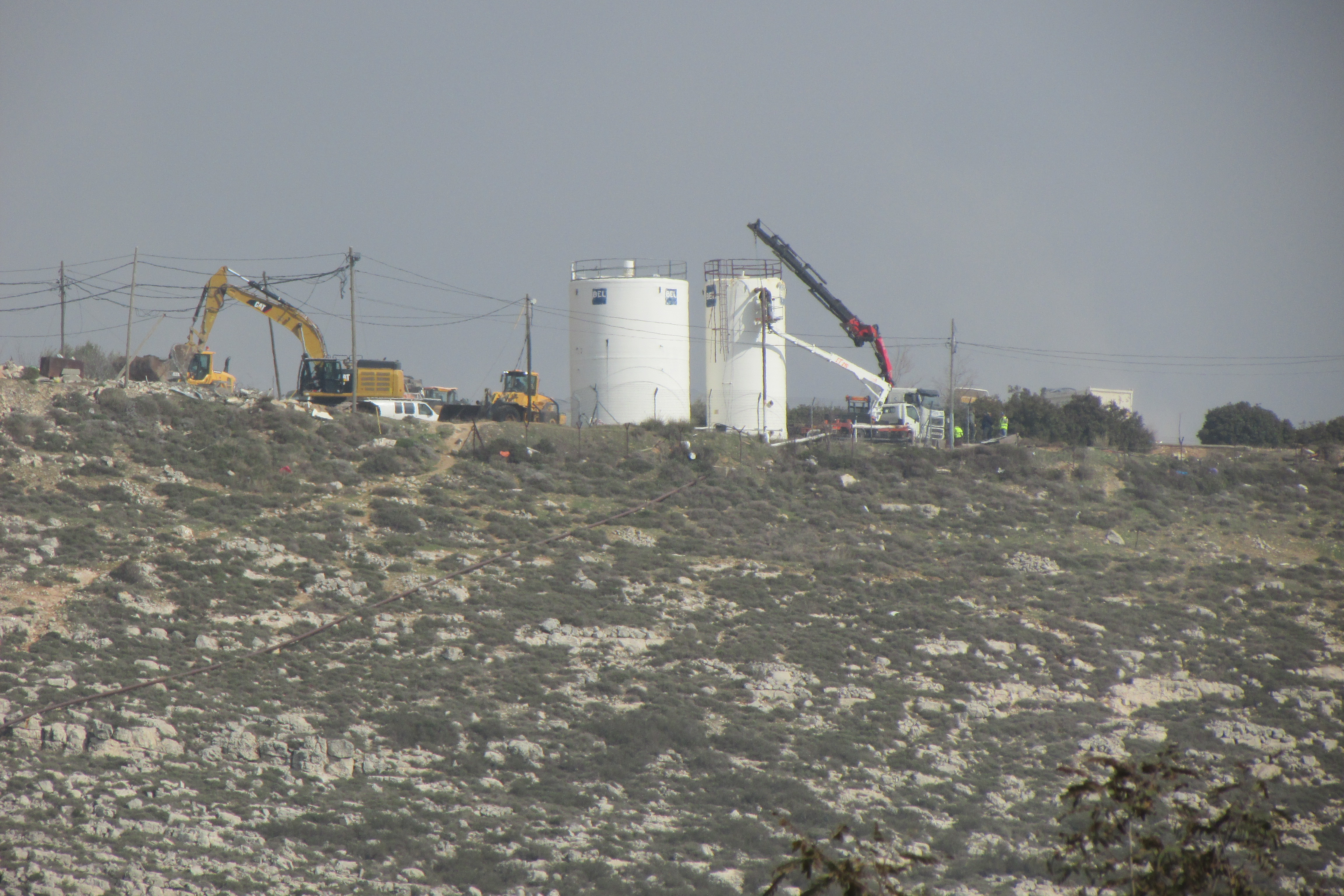
Demolice osady Amona roku 2017

Osadníci z neautorizovaných osad často namítají, že jejich vesnice vznikly s vědomím izraelských úřadů, často byly i spolufinancovány z veřejných rozpočtů (například výstavba příjezdových komunikací, vodovodních či elektrických sítí), popřípadě že právní nároky palestinských stěžovatelů jsou sporné a zfalšované a že Izrael podobně tvrdě nereguluje i živelnou palestinskou výstavbu. Po vyklizení osady Amona se pravicová izraelská vláda Benjamina Netanjahua, jež je obecně nakloněna rozvoji izraelských osad, rozhodla přijmout zákon, který by umožnil zpětnou legalizaci podobných osad se sporným pozemkovým vlastnictvím. Zároveň bylo odsouhlaseno, že pro vystěhovalé obyvatele Amony bude zřízena na jiném místě zcela nová osada, jejíž právní a pozemkový status nebude izraelskou justicí zpochybňován (vznikla skutečně pod názvem Amichaj). Některé osady, které v době svého vzniku vykazovaly některé znaky outpostu, například neměly přijatý územní plán, tak zpětně získávají formální status. To je případ osad Bruchin nebo Rechelim, jež byly takto standardizovány v roce 2012. Jiným případem je, když se plánovitě budovaná osada zpočátku formálně považuje za pouhou čtvrť starší osady (například Lešem u osady Alej Zahav nebo Nofej Prat u Kfar Adumim). V tomto případě nejde o klasický outpost, protože zástavba bývá prováděna regulovaně, ale jen o administrativní status, kdy nový obytný soubor není považován za samostatnou obec.

## Geopolitický a demografický význam outpostů
Satelitní osady (outposty) jsou od 90. let 20. století významným prvkem sídelní struktury izraelských osad. Pomáhají plošně rozšiřovat území pod jejich kontrolou, čímž se izolované osady (obklopené palestinskou sídelní sítí) zapojují do větších shluků (tzv. bloky izraelských osad). Mezi mateřskou osadou a jednotlivými satelitními osadami se následně vytváří územní kontinuita, posilovaná spojovacími komunikacemi, novou výstavbou nebo zemědělskými plochami, obdělávanými osadníky. Původní provizorní zástavba bývá následně obměňována za permanentní zděné domy, čímž některé outposty nabývají rysů „běžných“ etablovaných osad. 

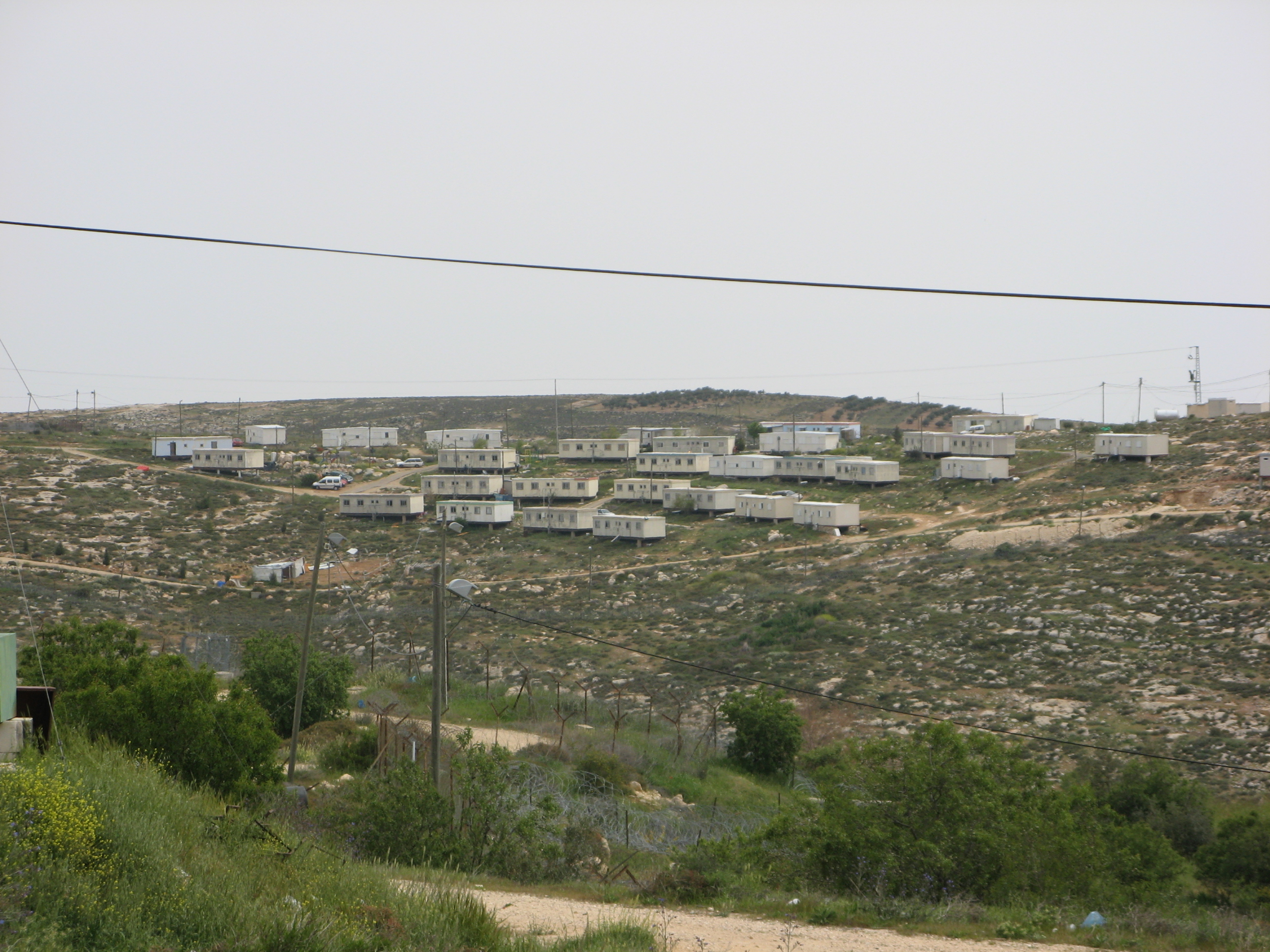
Osada Pnej Kedem. Zástavba ve formě mobilních obytných buněk bývá často používána v raných fázích osidlování.

Příkladem takové sídelní struktury je osadnický blok Guš Šilo, kde se postupně vytvořila sídelní síť v délce cca 10 kilometrů, sahající od centrálního hřbetu vrchoviny Samařska až na okraj příkopové propadliny Jordánského údolí. k mateřským osadám Šilo, Eli a Ma'ale Levona tu přibylo několik outpostů, plošně i populačně rychle rostoucích. Velmi silný prvek satelitních osad je přítomen rovněž v bloku Guš Talmonim nebo u osad na okraji Judské pouště v okolí mateřské osady Tekoa. 
Vytváření fait accompli prostřednictvím narychlo a živelně budovaných sídelních bodů má v židovském osidlování regionu delší tradici. Už ve 30. a 40. letech 20. století se tímto způsobem budovala židovská sídelní struktura v regionech, které hrály pro židovskou komunitu strategickou roli a kde měly nové opěrné body posílit židovský nárok při případném územním dělení tehdejší mandátní Palestiny. To je případ opevněných osad typu Hradba a věž nebo soustavy pouštních osad 11 bodů v Negevu.

## Seznam některých významných neautorizovaných osad
- blok Guš Šilo: Giv'at ha-Ro'e, Giv'at Har'el, Achija, Adej Ad, Eš Kodeš, Kida
- blok Guš Talmonim: Chareša, Choreš Jaron, Kerem Re'im, Zajit Ra'anan
- blok Guš Ecion: Sde Boaz
- východní Guš Ecion: Ibej ha-Nachal, Ma'ale Rechav'am, Pnej Kedem
- vnitrozemí Samařska: Chavat Skali, Giv'at Arnon, Giv'ot Olam, Nofej Nechemja
- západní Samařsko: Chavat Gil'ad, Har Chemed, Alonej Šilo, Chavat Ja'ir, Magen Dan, Ma'ale Jisra'el
- region Binjamin u Jeruzaléma: Amona, Micpe Dani, Migron, Micpe Kramim, Giv'at Asaf
- jižní Hebronské vrchy: Asa'el, Micpe Eštemoa, Micpe Ja'ir